# Лена Гесслінг
Ле́на Ге́сслінг (нім. Lena Goeßling, 8 березня 1986, Білефельд) — німецька футболістка, Олімпійська чемпіонка. Півзахисниця футбольного клубу «Вольфсбург» і національної збірної Німеччини.

## Ігрова кар'єра
Вихованка клубу «Гютерсло 2000» в основному складі якого і виступала до 2006.
З 2006 по 2011 захищала кольори команди СК 07 «Бад-Ноєнар». Влітку 2011 укладає контракт з командою «Вольфсбург» за який наразі і виступає.

## Збірна

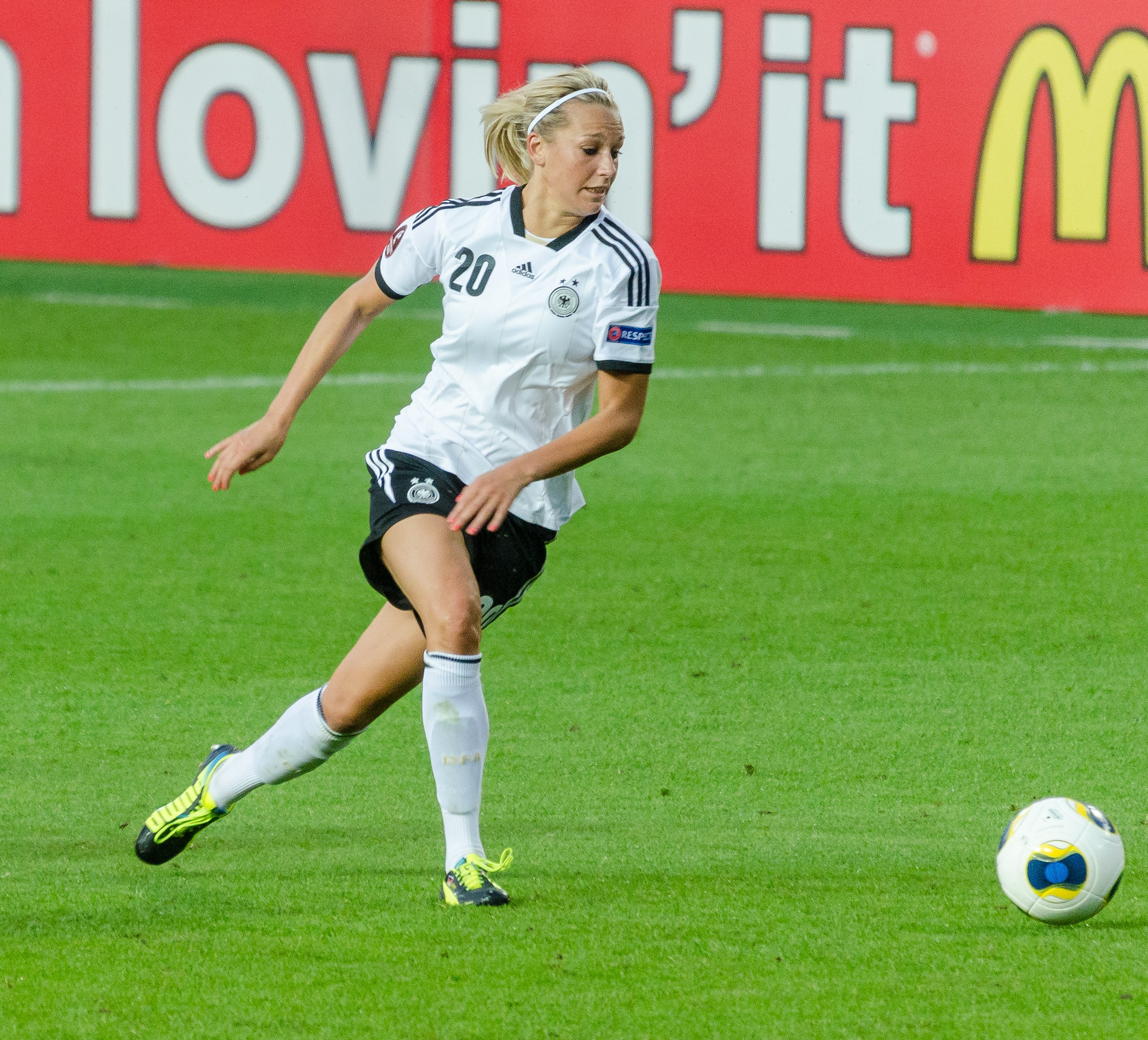
Лена Гьосслінг на чемпіонаті Європи 2013.

У складі юніорської збірної Німеччини провела 41 матч, забила 16 м'ячів.
У складі молодіжної збірної Німеччини, провела 8 матчів, забила 1 гол.
У складі національної збірної Німеччини дебютувала в 2008. Олімпійська чемпіонка 2016.

### Голи в складі збірної
| Гьосслінг — голи за національну збірну | Гьосслінг — голи за національну збірну | Гьосслінг — голи за національну збірну | Гьосслінг — голи за національну збірну | Гьосслінг — голи за національну збірну | Гьосслінг — голи за національну збірну | Гьосслінг — голи за національну збірну |
| #                                      | Дата                                   | Арена                                  | Суперник                               | Гол                                    | Рахунок                                | Турнір                                 |
| -------------------------------------- | -------------------------------------- | -------------------------------------- | -------------------------------------- | -------------------------------------- | -------------------------------------- | -------------------------------------- |
| 1.                                     | 22 жовтня 2011                         | Бухарест, Румунія                      | Румунія                                | 1–0                                    | 3–0                                    | Кваліфікація ЧЄ-2013                   |
| 2.                                     | 24 листопада 2011                      | Мотріль, Іспанія                       | Іспанія                                | 1–0                                    | 2–2                                    | Кваліфікація ЧЄ-2013                   |
| 3.                                     | 15 вересня 2012                        | Караганда, Казахстан                   | Казахстан                              | 7–0                                    | 7–0                                    | Кваліфікація ЧЄ-2013                   |
| 4.                                     | 15 червня 2013                         | Ессен, Німеччина                       | Шотландія                              | 1–0                                    | 3–0                                    | Товариський матч                       |
| 5.                                     | 21 вересня 2013                        | Котбус, Німеччина                      | Росія                                  | 7–0                                    | 9–0                                    | Кваліфікація ЧС-2015                   |
| 6.                                     | 26 жовтня 2013                         | Копер, Словенія                        | Словенія                               | 11–0                                   | 13–0                                   | Кваліфікація ЧС-2015                   |
| 7.                                     | 26 жовтня 2013                         | Копер, Словенія                        | Словенія                               | 12–0                                   | 13–0                                   | Кваліфікація ЧС-2015                   |
| 8.                                     | 5 березня 2014                         | Албуфейра, Португалія                  | Ісландія                               | 4–0                                    | 5–0                                    | Кубок Алгарве 2013                     |
| 9.                                     | 18 вересня 2015                        | Галле, Німеччина                       | Угорщина                               | 6–0                                    | 12–0                                   | Кваліфікація ЧЄ-2017                   |
| 10.                                    | 18 вересня 2015                        | Галле, Німеччина                       | Угорщина                               | 7–0                                    | 12–0                                   | Кваліфікація ЧЄ-2017                   |

Джерело:

## Титули і досягнення

### Клубні
«Вольфсбург»
- Володарка Ліги чемпіонів (2): 2013, 2014
- Чемпіонка Німеччини (3): 2013, 2014, 2017
- Володарка Кубка Німеччини (4): 2013, 2015, 2016, 2017

### Збірна
- Чемпіонка Європи (1): 2013
- Чемпіонка світу серед юніорок (U-19) (1): 2004
- Олімпійська чемпіонка (1): 2016.